# Alexandra Skarp
Alexandra Skarp, född 1967 i Stockholm där hon bor och arbetar, är en svensk bildkonstnär. Hon verkar som skulptör, målare, textilkonstnär och grafiker. Hennes verk produceras ofta med blandtekniker, med exempel som fotorealistiskt oljemåleri, gicléetryck, antropomorfa föremål och komplexa digitala objekt. Hon har haft ett dussintal separatutställningar och finns representerad hos Statens konstråd.

## Biografi
Skarp studerade mellan 1990 och 1995 på Konstfack i Stockholm. Konsttudierna fortsattes 1995–1996 vid Staatliche Akademie der Bildenden Künste i Stuttgart Tyskland.

### Konstkarriär och stil
Under slutet av 1990-talet och i början av 2000-talet arbetade Skarp med fotorealistiskt oljemåleri i stort format. Hon undersökte och analyserade familjebilder och självporträtt, liksom även mediaschabloner och bilder av makt. Bilder av förvrängda ansikten ingår som naturliga delar av kompositionerna, på ett sätt som beskrivits som konstruktiv surrealism. Dessa målningar har marknadsförts som "ömsinta, ironiska och gåtfulla", som voyeurism, humor och rena förolämpningar.
I slutet av 2010-talet experimenterade Skarp med gicléetryck. Hon ritade då först med penna för hand på en digital ritplatta, och den färdiga datorfilen över målningen byggdes därefter upp av dussintals skikt. Därefter printade hon ut datorfilen med ljusäkta pigmenterat bläck på syrafritt konstpapper av bomull. Verken monterades på plywood, med en ram av planhyvlad, vinylfärgad och lackad furu på baksidan. Även framsidan fick till slut tre lager akryllack som skydd mot ultraviolett strålning.
Vid samma tid arbetade Skarp med även med mer 3D-relaterade objekt som kan beskrivas som "antromorfa övergångsformer". De har även liknats vid gestalter ur skräckinfluerad SF i stil med Alien.
Under 2020-talet har Skarp med en taktil verkan nyttjat olika digitala tekniker. Hon skapar de grafiska objekten i datorn, skriver ut dem i hög kvalitet och monterar dem på figursågat underlag. Hon har även skapat bemålade träobjekt, både fristående och för att hängas på väggen, verk i metall samt stora vävar som bildar mjuka lågreliefer av tuftade och färgmättade garnändar av ylle. De solitärt framtonande och uttrycksmässigt koncentrerade objekten har jämförts med alfabetets bokstäver.
Skarp har intresse av experimenterande med hur olika former alstras och växer till rörelse, liksom hur olika material möter varandra och skapar nya uttryck. Hennes verk bildar organiska kroppar som ibland påminner om urdjur, koraller eller svampar, men verken kan även vara helt nonfigurativa och där betraktaren får tolka in sina egna betydelser. Själv säger hon att figurerna i hennes verk kan läsas som "en gestaltning av en känsla eller ett mentalt tillstånd".

### Utställningar
Skarp har haft över ett dussin olika separatutställningar, inklusive på Bildmuseet i Umeå 2001, Studio 44 i Stockholm 2003 och 2014, Örebro konsthall 2004, Galleri konstepidemin i Göteborg 2005, Piteå konsthall 2008 och Grafiska sällskapet i Stockholm 2015. Hon har även haft över tre dussin samlingsutställningar, varav de två allra första år 1994, på Galleri Konstfack och på Uppsala konstmuseum. 2016 var hon del av utställningen Another Nature på A.I.R. Gallery i New York, och hon har även deltagit i gruppställningar i Guanlan och Wuhan i Kina, liksom i Berlin och Birmingham.
Skarp finns representerad hos Statens konstråd.